# 史提夫·麥卡倫
史提芬·"史提夫"·麦克拉伦（英語：Stephen "Steve" McClaren，1961年5月3日—）是一名英格蘭前足球員，退役後擔任足球管理工作。目前在牙買加國家隊擔任主教練。
麥卡倫曾任英格蘭足球代表隊領隊，他被認為是國家隊歷來任期最短的教練。在為荷甲球會川迪贏取冠軍錦標後，轉投德甲執教沃尔夫斯堡，球會雖然投放巨大資金收購球員，但成績差劣，於2011年2月7日遭沃尔夫斯堡革除職務。於2011年夏季任教英冠球會诺丁汉森林，僅上任112天便因成績不濟而主動辭職。

## 球員生涯
麥卡倫球員時代乃一名中場，大部分時間都是效力低組別聯賽球隊，當離開母會侯城後，麥卡倫分別效力過德比郡、林肯城（外借）、布里斯托尔城及牛津联，於1992年因傷被迫退役。
- 侯城：1979-1985
- 德比郡：1985-1988
- 林肯城：1987（外借）
- 布里斯托城：1988-1989
- 牛津联：1989-1992

## 執教生涯
轉任教練後，麥卡倫起先任低組別球會牛津聯助教，為當時教頭占·史密夫的得力助手。其間曾於1995年轉投打比郡。1998年12月，他被曼聯領隊費格遜邀請，出任球會助教。
米杜士堡
至2001年麥卡倫終於升任主教練。他被英超另一支球會米杜士堡招攬，成為球隊主教練。由於球隊實力難與曼聯等強隊相比，其間麥卡倫最為人稱道的成績，莫過於2004年贏過一屆英格蘭聯賽杯，為球會晉身歐洲足協杯。同時他亦簽下了一些過氣球星，如原車路士前鋒哈索賓基等等。

### 英格蘭領隊
早在2000年11月開始麥卡倫早已擔任英格蘭國家隊助教，輔助英格蘭國家隊主帥艾歷臣。當2006年世界杯艾歷臣宣佈離職後，麥卡倫就被「扶正」接掌國家隊帥印，簽約四年。
麥卡倫的到任外界對此反應不一，有指他的履歷不足以說服公眾接掌國家隊，但也有持相反意見，包括曾提拔麥卡倫的費格遜。麥卡倫上任後幹了第一件令外界意外的事，那就是把國家隊長期隊員碧咸棄用，理由是碧咸年事已高，不符合球隊年輕化原則。這一決定立即引來外界迴響。
而麥卡倫上任首要目標，正是2008年歐洲國家盃外圍賽，可是經過多場比賽後，英格蘭表現皆屢受批評。其中國家隊曾作客以0-2敗予克羅地亞；之後作客以色列，更令人意外地互交白卷。麥卡倫為此遭到國內媒體質疑，認為以麥卡倫的執教資歷，根本未有資格當英格蘭國家領隊。而費格遜則公開為麥卡倫說好話，認為國家隊失利乃因為媒體的「嘲弄文化」（Mocking Culture）所致。
在飽受壓力下，2007年6月麥卡倫惟有重新召用碧咸，力圖爭取出線。雖然其後战绩一度有所進步，但於10月作客俄羅斯一役全失三分後，最后一轮2-3负于克罗地亚，英格蘭无緣08年的歐洲國家盃決賽周，因此外界有傳麥卡倫帥位已出現危機。雖然賽後記者會麥卡倫拒絕辭職，但稍後英格蘭足總在結束緊急會議後宣佈撤換麥卡倫，結束麥卡倫18個月的英格蘭領隊夢 。

### 川迪
離開英格蘭後，轉投荷甲俱樂部純特，還為該隊贏取冠軍錦標。

### 狼堡
在為荷甲俱樂部純特贏取冠軍錦標後，轉投德甲執教狼堡，俱樂部雖然投放巨大資金收購球員，但成績差劣，於2011年2月7日遭狼堡革除職務。

### 諾丁咸森林
於2011年夏季任教英冠俱樂部諾丁漢森林，僅上任112天便因成績不濟而主動辭職。

### 德比郡
2013年9月，麦克拉伦回到德比郡，当时他被任命为主教练，取代奈杰尔-克拉夫，并签署了一份为期两年半的合同。

### 紐卡索聯
在英國時間2015年6月10日，麥克拉倫正式成為英超俱樂部紐卡索聯的總教練，並簽約三年。
2015-16球季，開季至今成績未有任何改善，球隊一直受降級威脅，自從在主場以1-3不敵般尼茅夫後，排名跌到第19位，與保級區域僅差1分，最終麥克拉倫被辭退。